# Antologia
Antologia (do grego, ανθολογία: "coleção de flores"; em latim: florilegium) é uma coleção de trabalhos notáveis por algum motivo específico (podendo ser literário, musical ou cinematográfico) agrupados por temática, autoria ou período. 
A antologia literária é uma obra composta por uma coleção de textos: ou de vários autores sobre uma única temática, ou produzidas em um mesmo período histórico por um único autor.

## Etimologia
O termo é originado do nome da mais antiga antologia conhecida, “Guirlanda” organizada pelo poeta grego Meléagro, datada do século I a.C..